# Saunasaari (ö i Norra Karelen, Joensuu, lat 62,57, long 31,01)
Saunasaari är en ö i Finland. Den ligger i sjön Oskajärvi och i kommunen Ilomants i den ekonomiska regionen  Joensuu ekonomiska region  och landskapet Norra Karelen, i den sydöstra delen av landet, 400 km nordost om huvudstaden Helsingfors. Öns area är 2,2 hektar och dess största längd är 240 meter i nord-sydlig riktning.